# ユタ郡 (ユタ州)
ユタ郡（英: Utah County）は、アメリカ合衆国ユタ州の中部に位置する郡である。人口は65万9399人（2020年）であり、ソルトレイク郡に次いで2番目である。郡庁所在地はプロボ市であり、同郡で人口最大の都市である。1852年に設立され、郡名はユト族インディアンに付けられたスペイン語 Yuta に因んで名付けられた。ユタ州の人口重心はユタ郡のリーハイ市内にある。
ユタ郡の全体はプロボ・オレム都市圏に属している。
ユタ郡はアメリカ合衆国の中で州と同じ名前を持つ7つの郡の1つである。

## 地理
アメリカ合衆国国勢調査局に拠れば、郡域全面積は2,141平方マイル (5,550 km2)であり、このうち陸地は1,998平方マイル (5,170 km2)、水域は143平方マイル (370 km2)で水域率は6.66％である。

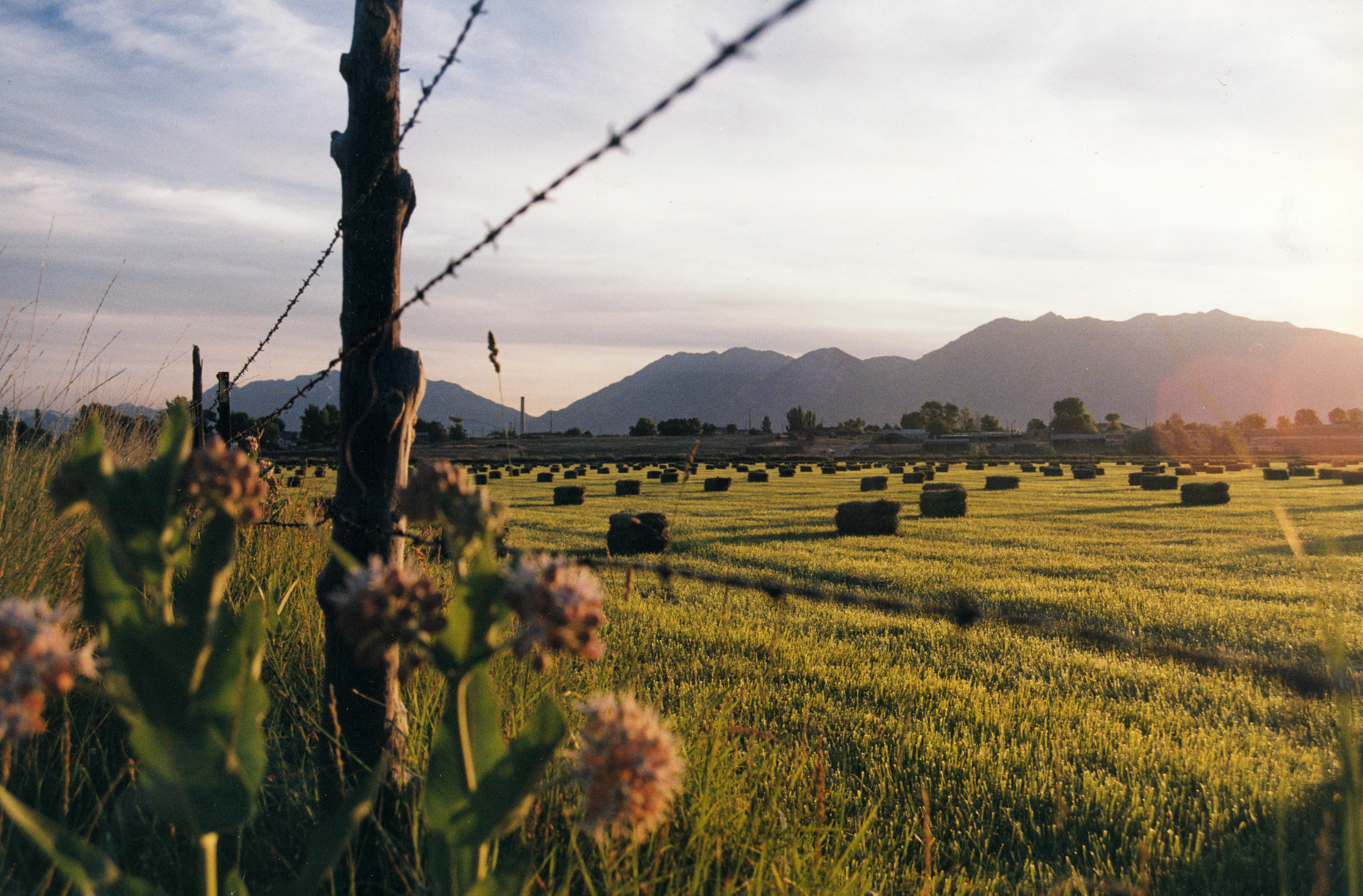
セイラム郊外から眺めたユタ・バレーの部分

ユタ・バレーが郡の中央を占めており、東はワサッチフロントの山岳部である。ユタ湖がバレーの多くを占めている。標高は最低地点が1,368メートル、最高地点はネボ山の3,636 メートルである。

### 隣接する郡
- ソルトレイク郡 - 北
- トゥーイル郡 - 西
- ワサッチ郡 - 東
- ジューアブ郡 - 南と西
- サンピート郡 - 南中
- カーボン郡 - 南、東寄り
- ドゥーシェイン郡 - 南東

### 国立保護地域
- アシュレー国立の森（部分）
- マンタイ・ラ・サル国立の森（部分）
- ティンパノゴス洞穴国立保護区
- ユインタ国立の森（部分）
- ワサッチ・キャッシュ国立の森（部分）

## 郡政府

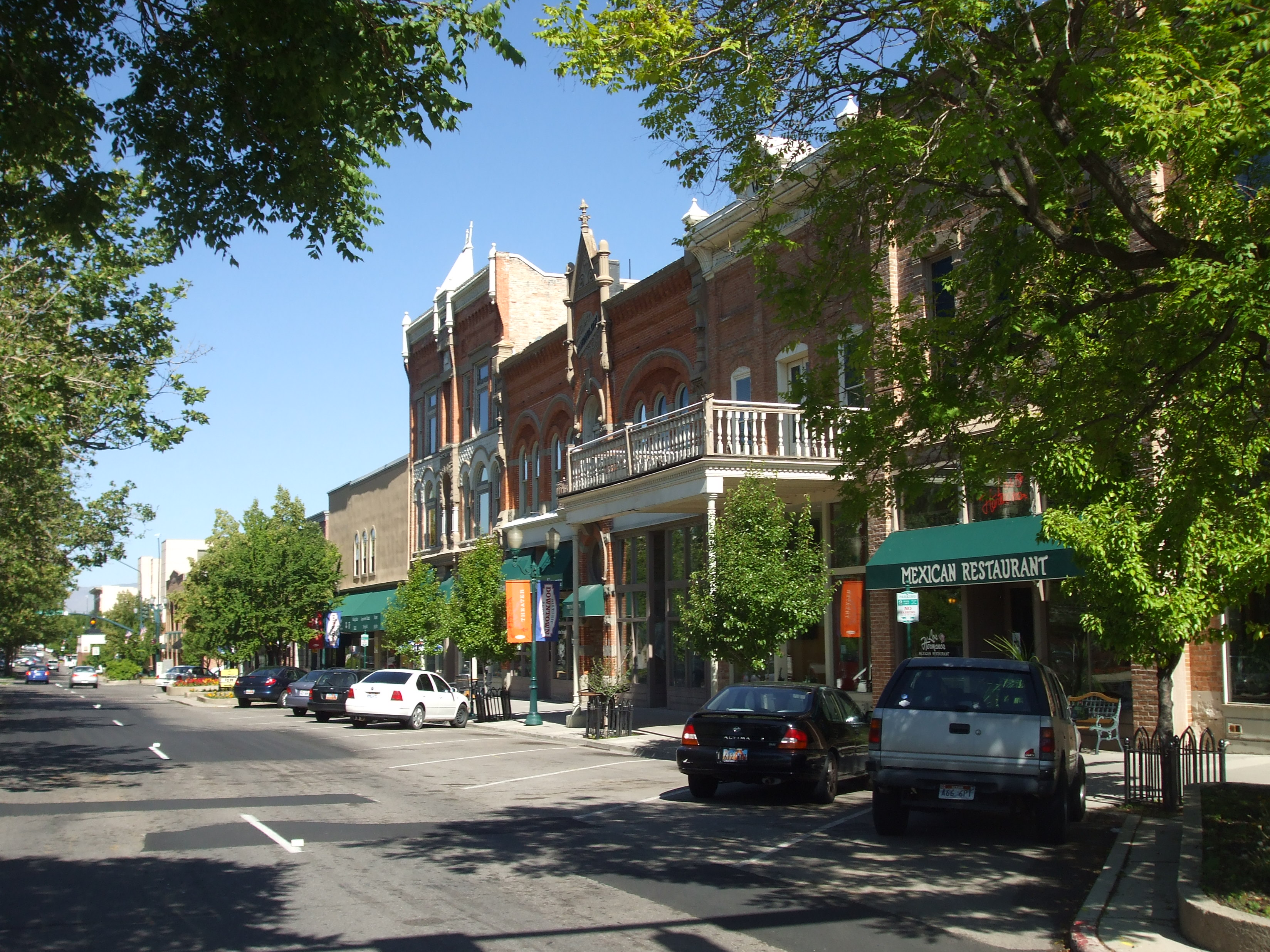
プロボ市の歴史的中心街

郡政府は選出される3人のコミッショナーで構成される郡政委員会が担当している。他の選出される役人として郡保安官、郡事務官および郡検察官がいる。
2011年時点のコミッショナーはゲーリー・アンダーソン、ダグ・ウィトニーおよびラリー・エラートソンである。エラートソンは2012年に、他の2人は2014年に改選予定である。
2006年に州内で発生した西ナイル熱100症例のうち43例が郡内で見つかった。この病気で2人が死亡し、住民からの要請もあって、ユタ郡健康部が蚊の駆除計画のためにスタッフを追加雇用した。その動きにも拘わらず、このビールスを運ぶ種の蚊は郡内で20％が感染していた。
ユタ郡の人口が増加したことで、2011年にユタ州議会の乗員で1議席、下院で2議席の割り当てが追加された。

## インフラ

### 州間高速道路15号線 CORE
州間高速道路15号線 CORE計画はユタ郡内の州間高速道路15号線の車線を増やすものである。この計画は38キロメートルに及び、2012年12月に完了した。

## 政治
ユタ郡は「アメリカ合衆国の中で最も共和党寄りの州の最も共和党寄りの郡」だと言われてきた。1992年アメリカ合衆国大統領選挙で、ジョージ・H・W・ブッシュは郡内の票の獲得数第1位、ビル・クリントンは第3位だった（全国ではクリントンが当選）。2004年アメリカ合衆国大統領選挙では、ジョージ・W・ブッシュが郡内の85.99％を獲得した。2008年アメリカ合衆国大統領選挙では、ジョン・マケインが58.9％を獲得してバラク・オバマを破った。ただし、州全体でマケインは28.1％差で勝利した。ユタ州内で他に8つの郡がユタ郡より高くマケインを支持していた。

## 人口動態

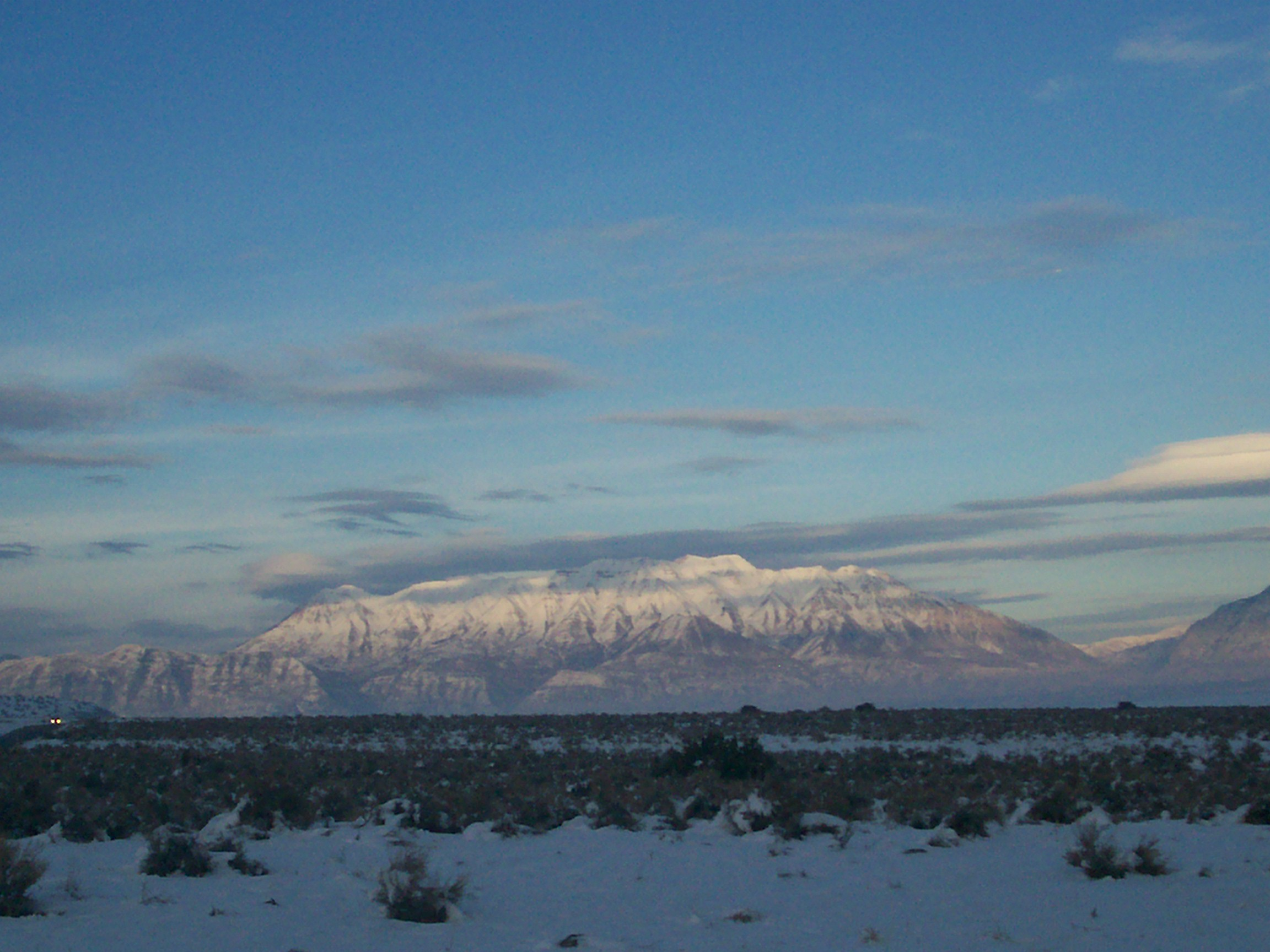
ワサッチ山脈のティンパノゴス山

以下は2000年国勢調査による人口統計データである。
| 基礎データ - 人口: 368,536人 - 世帯数: 99,937 世帯 - 家族数: 80,749 家族 - 人口密度: 71人/km2（184人/mi2） - 住居数: 104,315軒 - 住居密度: 20軒/km2（52軒/mi2） 人種別人口構成 - 白人: 92.36% - アフリカン・アメリカン: 0.30% - ネイティブ・アメリカン: 0.60% - アジア人: 1.06% - 太平洋諸島系: 0.58% - その他の人種: 3.25% - 混血: 1.85% - ヒスパニック・ラテン系: 7.00% 先祖による構成 - イギリス系：30％ - ドイツ系：10％ - デンマーク系：7％ - メキシコ系：5％ - スコットランド系：4％ | 年齢別人口構成 - 18歳未満: 34.1% - 18-24歳: 21.0% - 25-44歳: 25.9% - 45-64歳: 12.9% - 65歳以上: 6.4% - 年齢の中央値: 23歳 - 性比（女性100人あたり男性の人口） - 総人口: 98.3 - 18歳以上: 94.5 世帯と家族（対世帯数） - 18歳未満の子供がいる: 48.3% - 結婚・同居している夫婦: 69.8% - 未婚・離婚・死別女性が世帯主: 8.0% - 非家族世帯: 19.2% - 単身世帯: 11.2% - 65歳以上の老人1人暮らし: 4.7% - 平均構成人数 - 世帯: 3.59人 - 家族: 3.86人 収入と家計 - 収入の中央値 - 世帯: 45,833米ドル - 家族: 50,196米ドル - 性別 - 男性: 37,878米ドル - 女性: 22,656米ドル - 人口1人あたり収入: 15,557米ドル - 貧困線以下 - 対人口: 12.0% - 対家族数: 6.8% - 18歳未満: 8.4% - 65歳以上: 4.8% |

## 都市と町
都市名の後の括弧内は法人化年を示す。
- アルパイン（1855年）
- アメリカンフォーク（1853年）
- シーダーフォート（1965年）
- シーダーヒルズ（1976年）
- ドレイパー（1978年）- 小部分
- イーグルマウンテン（1996年）
- エルクリッジ（1976年）
- フェアフィールド（2004年）
- ジェノラ（1935年）
- ゴーシェン（1910年）
- ハイランド（1977年）
- リーハイ（1852年）
- リンドン（1924年）
- メイプルトン（1948年）
- オレム（1919年）
- ペイソン（1853年）
- プレザントグローブ（1855年）
- プロボ（1849年）- 郡庁所在地
- セイラム（1920年）
- サンタキン（1932年）
- サラトガスプリングス（1997年）
- スパニッシュフォーク（1855年）
- スプリングビル（1853年）
- ビニヤード（1989年）

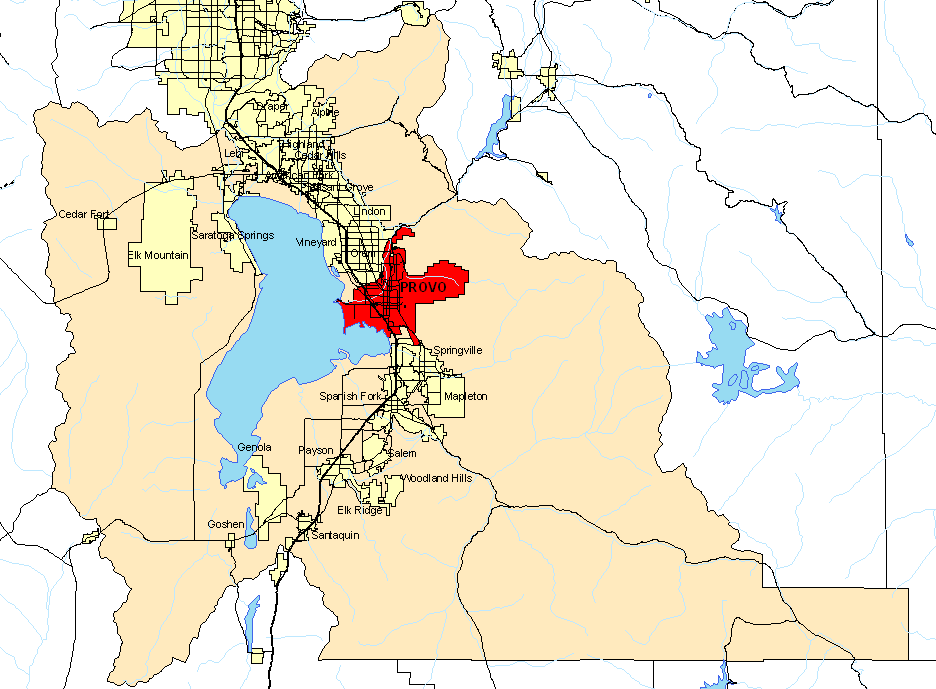
郡の地図

- ウッドランドヒルズ（2008年に町として法人化資格（人口1,000人以上）ありとなった）

### 国勢調査指定地域
- ベンジャミン
- エルバータ
- レイクショア
- パルミラ
- スプリングレイク
- ウェストマウンテン

### 未編入の町
- ビビアンパーク

### かつて法人化されていた町
- シスル

## 教育
ユタ郡内にはアルパイン、プロボおよびネボの3つの教育学区がある。大学はブリガム・ヤング大学とユタ・バレー大学の2つがある。

## 大衆文化の中で
- ジョン・クラカウアーの2003年の著書 Under the Banner of Heaven ではユタ郡内の場所を論議している。
- 2007年の映画 American Fork （後に Humble Pie とされた）は、郡内のアメリカンフォークの町で撮影された[16]。
- 映画 Brigham City は郡内のメイプルトンの町で撮影された。映画の題名はブリガムシティだが、監督のリチャード・ダッチャーは映画制作の時にメイプルトンの町を頭に描いていた。
- 1984年の映画 フットルース はユタ郡内の様々な場所で撮影された。例えば、アメリカンフォーク、リーハイ、オレム、ペイソン、おおびプロボである。
- 1985年の映画 Fletch は一部プロボが舞台である。会話の中で度々プロボのことが語られている[17]。
- 2008年のドキュメンタリー Happy Valley はユタ郡における薬物乱用についてである[18]。
- ダイアナ・ディニットの著作 社会福祉: 政治と公的政策 では、Giving USA 2003に掲載された記事に基づき、アメリカ合衆国の中でユタ郡が慈善寄付で最も寛大な郡3つの1つだと述べている（他の2郡はユタ州サンフアン郡とアイダホ州マディソン郡）[19]。